# No Reason to Cry
No Reason to Cry je čtvrté sólové studiové album anglického hudebníka Erica Claptona. Vydalo jej v srpnu roku 1976 hudební vydavatelství Polydor Records. Jeho producentem byl Rob Fraboni a nahráno bylo od prosince 1975 do května 1976. Album bylo nahráno ve studiu skupiny The Band a na albu se tak podíleli i někteří její členové (Rick Danko, Richard Manuel, Robbie Robertson). Dále se na nahrávce podíleli například Bob Dylan a Ronnie Wood. V žebříčku UK Albums Chart se album umístilo na osmé příčce; v Billboard 200 na patnácté.

## Seznam skladeb
| Pořadí | Název              | Autor                      | Délka |
| ------ | ------------------ | -------------------------- | ----- |
| 1.     | Beautiful Thing    | Rick Danko, Richard Manuel | 4:26  |
| 2.     | Carnival           | Eric Clapton               | 3:44  |
| 3.     | Sign Language      | Bob Dylan                  | 2:58  |
| 4.     | County Jail Blues  | Alfred Fields              | 4:00  |
| 5.     | All Our Past Times | Clapton, Danko             | 4:40  |
| 6.     | Hello Old Friend   | Clapton                    | 3:36  |
| 7.     | Double Trouble     | Otis Rush                  | 4:23  |
| 8.     | Innocent Times     | Clapton, Marcy Levy        | 4:11  |
| 9.     | Hungry             | Levy, Dicky Simms          | 4:39  |
| 10.    | Black Summer Rain  | Clapton                    | 4:55  |